# Stefanía Fernández
Stefanía Fernández Krupij (Mérida, Estado Mérida, 4 de septiembre de 1990) es una periodista, empresaria, modelo y ex-reina de belleza venezolana. Ganadora de los títulos de Miss Venezuela 2008 y Miss Universo 2009. Logró el récord Guinness al ser la primera y hasta ahora única candidata de un Miss Universo en ser coronada por una compatriota, Dayana Mendoza también venezolana.
En la actualidad, maneja una línea de belleza, AMMATERRE SKIN, productos veganos para el cuidado de la piel.

## Biografía
Stefanía, nació en Mérida; es hija de la farmacéutica venezolana, Nadia Vira Krupij Holojad (1957); de ascendencia polaca y rusa y del español, José Luis Fernández Acuña (1955); quien es un empresario maderero (tallado de maderas). Tiene un hermano, Carlos Eugenio (1982). Por parte de su padre, tiene ascendencia española, de un pueblo costero del sur de Galicia; cuyos abuelos salieron de España, huyendo del régimen de Francisco Franco y por parte de su madre, tiene ascendencia de inmigrantes de Europa Oriental; específicamente de Ucrania, cuyos abuelos huyeron de la Unión Soviética; de la miseria que azotó a Europa al finalizar la Segunda Guerra Mundial, estableciéndose ambos en Venezuela; durante la oleada de inmigrantes que recibió el país en décadas del siglo pasado.
Durante su juventud, permaneció en su natal Mérida; haciendo pequeñas apariciones como modelo y presentadora. Luego, se interesó en concursos de belleza y así participó en la elección de la reina Feria Internacional del Sol, en su edición del año 2008. De igual manera, participó en Miss Táchira 2008; ocupando el segundo lugar de la competencia.
El 7 de diciembre de 2016, Stefanía Fernández anunció desde su cuenta de Instagram que era residente en Colombia por un tiempo, al mostrar una fotografía de su cédula de extranjería de dicho país.
El 6 de mayo de 2017, contrajo matrimonio con el empresario venezolano Bernardo Asuaje Rosenblatt (1988); en Cartagena.
En el año 2019, lanza línea su línea de belleza AMMATERRE SKIN CARE.
El 11 de junio de 2020, anunció su divorcio.
El 20 de mayo de 2021, Fernández anunció que había dado a luz a su primer hijo; Liam Inciarte Fernández, nacido el 18 de mayo de 2021; fruto de su relación con el beisbolista de grandes ligas  Ender Inciarte, con quien se casó el 7 de enero de 2022; en Estados Unidos. El 14 de febrero de 2023, anunciaron que esperaban a su segundo hijo y el 19 de julio, nació Enzo Inciarte Fernández. Actualmente residen en Tampa.

### Miss Venezuela
Fue la representante del Estado Trujillo en el concurso Miss Venezuela 2008, realizado el 10 de septiembre de 2008, donde obtuvo las bandas de Miss Elegancia, Miss Rostro y Mejor Cuerpo, siendo coronada como la quincuagésima sexta (56.ª) Miss Venezuela, y por tanto, la segunda Miss Venezuela que gana representando al estado Trujillo (la primera fue Bárbara Palacios, Miss Venezuela y Miss Universo 1986). Fernández fue coronada por la reina saliente, Dayana Mendoza, Miss Venezuela 2007 y Miss Universo 2008.

### Miss Universo
Miss Universo 2008, Dayana Mendoza, también de Venezuela, corona a Fernández como la nueva Miss Universo 2009 el 23 de agosto de 2009, en Nassau, Bahamas, siendo la primera vez en la historia del certamen que un mismo país logra la corona en años consecutivos y es por ello que se dice que es un hecho histórico en los 70 años que lleva el certamen. Sus premios incluyen dinero, un año de contrato promocionando al concurso de Miss Universo, viajes alrededor del mundo, un curso de dos años en The NY Film Academy, valorado en 100 mil dólares y un departamento en Nueva York por un año, con gastos incluidos. Fernández tuvo un año de reinado viajando alrededor del mundo promoviendo las causas humanitarias y la educación para prevenir el VIH/sida.

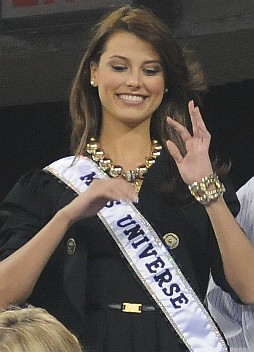
Stefanía Fernández durante su reinado como Miss Universo.

Sus actividades como la nueva embajadora de la belleza universal comenzaron desde el preciso instante en que fue coronada en las Bahamas, las cuales incluyeron entrevistas con medios de todo el mundo, sesiones de fotos y diversas recepciones. Luego viaja a Nueva York, Estados Unidos, ciudad donde se instaló por espacio de un año para cumplir con compromisos inherentes a su reinado. Allí es entrevistada por CNN en Español, también "NBC's Today Show", "Fox & Friends", "Al Rojo Vivo", "El Gordo y la Flaca", "Wendy Williams Show", entre otros. Asiste al US Open en el Billie Jean King National Tennis Center, Nueva York el 31 de agosto de 2009. Del 11 al 15 de septiembre acude a la Semana de la Moda de Nueva York en Bryant Park.
El 19 de septiembre pernocta en Aruba y al día siguiente es recibida en su país, Venezuela, donde fue bienvenida en el aeropuerto de Maiquetía y homenajeada en el programa Super Sábado Sensacional de Venevisión. Como parte de una promesa a la Virgen de la Divina Pastora viaja a Barquisimeto, Venezuela, donde es recibida por la gente en medio de caravanas por toda la ciudad, hasta llegar a la Basílica de Santa Rosa, donde le entrega a la virgen una réplica de su corona. El 24 de septiembre coronó a su sucesora, la nueva Miss Venezuela 2009, Marelisa Gibson, ante una multitud de 13 000 personas en el Poliedro de Caracas. A inicios del mes de octubre visitó Yakarta, Bandung y Medan, en Indonesia donde asistió a la coronación de la chica que representará a ese país en el certamen Miss Universo 2010.
El 5 de noviembre de 2009 funge como presentadora en la décima entrega de los Premios Grammy Latinos, en Las Vegas, Estados Unidos, junto al salsero puertorriqueño Víctor Manuelle. Luego es recibida -por segunda ocasión en el año- en su natal Venezuela, específicamente en la Plaza de Toros Monumental de Maracaibo, donde una multitud de 15 000 personas le confiere como reconocimiento la Orquídea, en el marco del Festival de la Orquídea en la Feria de la Chinita. También en noviembre, viaja nuevamente a Indonesia, específicamente a la isla de Bali, para filmar un comercial de vitaminas y cumplir con diversos compromisos. En su regreso a Nueva York se práctica la prueba del VIH Sida en una conferencia de prensa con objeto del Día Mundial del VIH Sida, donde comparte junto a Ban Ki-moon, Presidente de la Organización de las Naciones Unidas, y también con la reconocida diseñadora de modas venezolana Carolina Herrera, mientras que el 2 de diciembre asiste a My Hero Gala 2009 y al encendido del Árbol de Navidad en Rockefeller Center, al igual que al lanzamiento del libro "The 101 Biggest Estate Planning Mistakes".
El 8 de diciembre viajó a Cannes (Francia), junto a Miss Estados Unidos 2009, Kristen Dalton, a la tercera entrega de los premios Star Diamond Award y a la Feria Internacional de Turismo de Cannes. En enero de 2010, Stefania viajó a Willemstad (Curazao) y a Barquisimeto (Venezuela), para la procesión de la virgen de la Divina Pastora, además participa en un Teletón organizado por Univisión para el terremoto en Haití, y en varios eventos de recolección de Fondos para ayudar a dicha causa. A finales de febrero viajó a Puerto Rico para animar el programa de televisión "Levántate" de Telemundo, y luego aparece en el show de Oprah Winfrey.
En marzo viaja a Rusia y a la República Checa a la coronación de las representantes de esos países que asistirán al Miss Universo 2010, y también a Colombia invitada por la empresa internacional dedicada a la fabricación de papel Kimberly-Clark, a Panamá para un evento de la multinacional Sony y nuevamente a Puerto Rico, para asistir al Puerto Rico Open. Durante el mes de abril es invitada a la presentación del certamen Miss Bahamas 2010 en Nassau; a la Feria de San Marcos, en Aguascalientes (México) y a los premios Billboard Latinos 2010 en Puerto Rico.

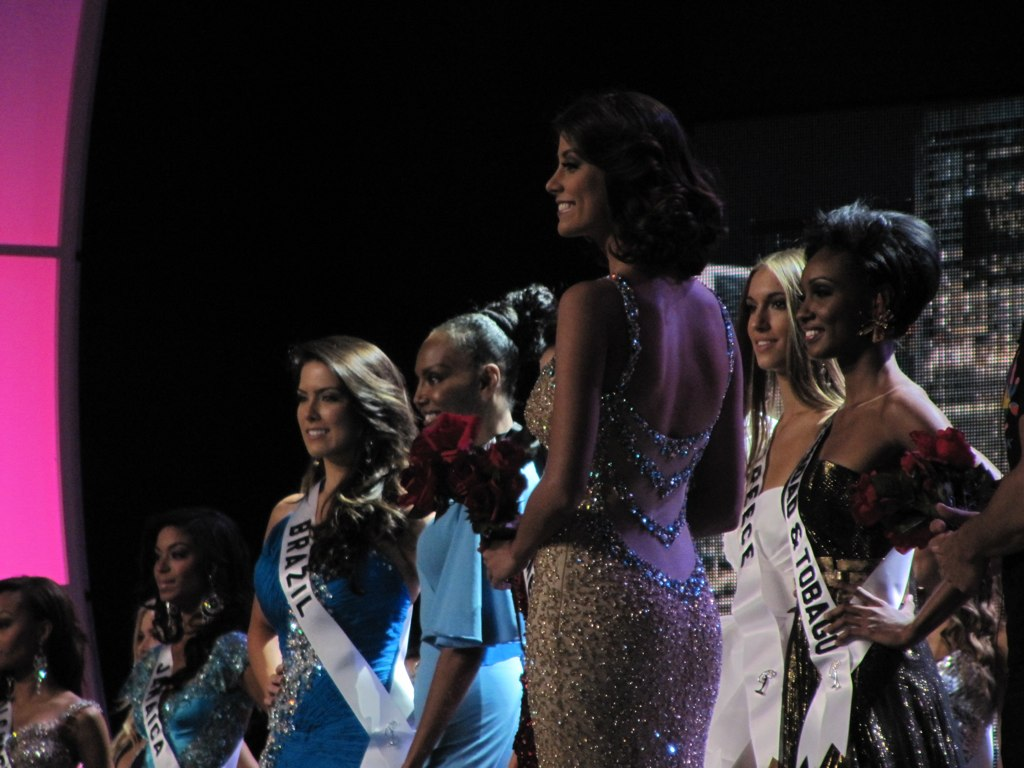
Stefania Fernández, durante el ensayo general en Miss Universo 2010 como reina saliente.

Luego en mayo trabaja con la organización Aid for Aids en la República Dominicana en el Hospital Infantil Doctor Robert Reid Cabral, en Santo Domingo y además cierra el República Dominicana Fashion Week desfilando con el diseñador venezolano Ángel Sánchez, a beneficio de enfermos de Sida. Días después viaja a Brasil para coronar a la Miss Brasil 2010 y trabajar con la ONG Florescer en Sao Paulo, también viaja a Puerto Rico a la ceremonia de los Premios Billboard Latinos y a finales de mes es invitada por la ex-Miss Universo Sushmita Sen, para asistir a la coronación de I am she - Miss Universo India en Mumbai. El 4 de junio llegó a la Argentina para coronar a Miss Universo Argentina en Mar del Plata. Luego de permanecer varios días de vacaciones con su familia en Vigo (España), viaja a Ruanda, junto a Miss Estados Unidos 2010, Rima Fakih, para trabajar junto a la organización Same Sky por las mujeres portadoras del VIH/Sida de ese país.
El 9 de julio lanza en India, específicamente en las ciudades de Delhi y Bangalore, la campaña "Salva a una niña" junto a la diseñadora india Sanjana Jon, en lo que se convierte en su segundo viaje a ese país; seguidamente viaja a la ciudad de Miami a las grabaciones del programa "Camino a la Corona", de la cadena Telemundo; así como también a Las Vegas a la sesión de fotos del Program Book del Miss Universo 2010 con el fotógrafo Fadil Berisha; y termina el 22 de julio, en Quito (Ecuador) a donde viajó como imagen oficial de la marca de cosméticos Avon.
El entonces presidente de Venezuela, Hugo Chávez, felicitó y dio su apoyo a Fernández en una llamada telefónica y le ratificó el apoyo de su Gobierno. Fernández consiguió para Venezuela un Record Guinness, al ser la primera participante coronada por una compatriota (Dayana Mendoza, Miss Universo 2008).
El 26 de abril de 2010 es incluida en la lista de los "50 más Bellos" de la Revista People en Español. Al finalizar su reinado, Stefania había viajado a 17 países : Indonesia, Curazao, Francia, Puerto Rico, Rusia, Colombia, Panamá, República Checa, Bahamas, México, República Dominicana, Brasil, India, Argentina, Ruanda, Ecuador, además de sus viajes oficiales como Miss Universo 2009 a Venezuela y las múltiples ciudades de Estados Unidos.
El 23 de agosto de 2010 entregó su corona a la ganadora Ximena Navarrete de México, en la ciudad de Las Vegas, Estados Unidos.

## Imagen de Avon a nivel mundial
El 29 de marzo de 2010, la revista People en Español anuncia que la Miss Universo es la nueva imagen internacional de la compañía de productos de belleza, Avon.

## Títulos
| Predecesor: · Dayana Mendoza · Venezuela | Miss Universo 2009  | Sucesor: · Ximena Navarrete · México |
| Predecesor: Dayana Mendoza Amazonas      | Miss Venezuela 2009 | Sucesor: Marelisa Gibson Miranda     |
| Predecesor: Luneidis "Luna" Ramos Torres | Miss Trujillo 2009  | Sucesor: Elizabeth Mosquera          |